# Mallota aperta
Mallota aperta är en tvåvingeart som först beskrevs av Mario Bezzi 1912.  Mallota aperta ingår i släktet hålblomflugor, och familjen blomflugor.
Artens utbredningsområde är Kongo. Inga underarter finns listade i Catalogue of Life.